# Kalan Müzik
Kalan Müzik ist ein Musiklabel für klassische türkische Musik und traditionelle Musik der Türkei.
Der 1991 von Hasan Saltik ins Leben gerufene Musikverlag gilt als eines der bedeutendsten Musiklabels seines Landes. Kalan Müzik war das erste Label der Türkei, das sich vermehrt auch um die Verfügbarmachung von historischen Aufnahmen (Schellack) türkischer Künstler klassischer Musik auf CD bemühte.